# Halfway (Maryland)
Pour les articles homonymes, voir Halfway.
Halfway est une census-designated place située dans le comté de Washington, dans l’État du Maryland, aux États-Unis. Lors du recensement de 2020, elle comptait 11 896 habitants.